# ジ・アマリーズ
ジ・アマリーズ（The Amarries）は、日本のフォークグループ。

## メンバー
- 田口清（ボーカル、ギター）1991年7月17日急逝
- 陣山俊一 （ボーカル、12弦ギター）1947年4月28日-2008年10月30日
- 坪野隆 （ベース、ハーモニカ）

## 来歴
全員早稲田大学の学生による、ザ・リガニーズの弟分的グループ。陣山が1967年に結成したパックスに翌年田口と坪野が加わり誕生。同時期に活動していた東芝レコードのカレッジポップス・グループ、「ザ・リガニーズ（ザリガニ）」「ザ・マミローズ（ざまあみろ）」と同じく「字余り」をもじったグループ名。『常にフォーク界のジアマリ的、異端児的存在でいたい』という意味が込められている。
解散後、田口はザ・リガニーズの常富喜雄、内山修と猫を結成。

## ディスコグラフィー

### シングル
- 孤独の世界／愛のつぼみ（1969年10月）

### オムニバス
- ベスト・フォーク・イン・カレッジ・ポップス　2曲収録「風に吹かれて」「アーリー・モーニン・レイン」
- ボーイスカウト・ソング・ブック〜キャンプで歌おう　2曲収録「山鳩」「営灯の祈り」
- ザ・ブラザーズ・フォー・イン・カレッジ・ポップス　1曲収録「風に吹かれて」